# Richtrudis

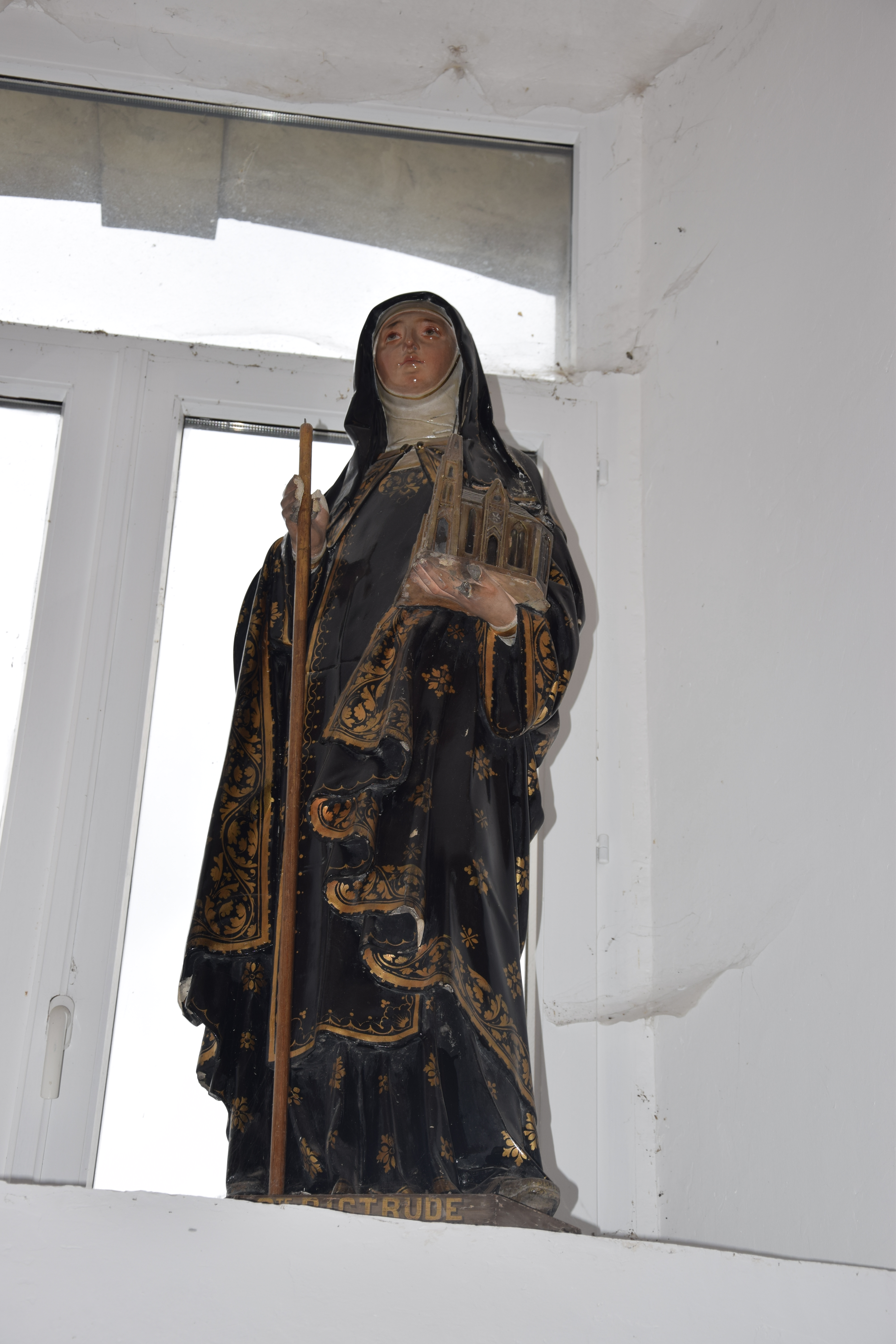
Richtrudis, stichteres van de abdij van Marchiennes, nabij Rijsel (Frankrijk)

Richtrudis, of in het Latijn Rictrudis (hertogdom Gascogne, circa 614 – Marchiennes, 12 mei 687 of 688) was een abdis van de Abdij van Marchiennes, in Austrasië, een deelrijk van het Merovingische Frankenrijk. Zij is heilig verklaard.

## Levensloop
Richtrudis is geboren in Gascogne, in het begin van de 7e eeuw. Haar ouders waren geen christenen. Zij maakte kennis met zowel bisschop Amandus van Maastricht als met de Frankische edelman Adalbald van Ostrevant. Beide mannen waren afkomstig van Austrasië, een deel van het Frankenrijk. Koning Dagobert I bestuurde het Frankenrijk en wou de opstand in het deelrijk Aquitanië onderdrukken. Richtrudis en Adalbald huwden (636) en hadden 4 kinderen. Mogelijks verzette Richtrudis’ familie in Gascogne zich tegen dit huwelijk. De 4 kinderen waren Eusebia, Maurontius van Dowaai, Clotsildis en Adalsindis. Het gezin betrok een woning ergens in Austrasië. 
Aan het gelukkig gezinsleven kwam een einde toen Adalbald sneuvelde in Gascogne (circa 652). Kroniekschrijvers gingen ervan uit dat dit een wraakoefening was van de familie van Richtrudis voor het huwelijk gesloten 16 jaar tevoren.
Koning Clovis II van Neustrië en Bourgondië, stelde prompt voor dat Richtrudis huwde met iemand van zijn hovelingen. Bisschop Amandus weigerde dit. Amandus drong aan bij Richtrudis om weduwe te blijven en de kinderen op te voeden tot een jongvolwassen leeftijd. Zo trad Richtrudis later in in de abdij van Marchiennes nabij Rijsel, tezamen met haar 3 dochters; haar zoon trad in in een andere abdij. De abdij van Marchiennes lag in het bisdom Atrecht, in Austrasië. De stichting werd toegeschreven aan Richtrudis en haar man Adalbald. Richtrudis werd er abdis. Kort voor haar dood trad zij af als abdis, kennelijk wegens gezondheidsproblemen. Haar dochters waren intussen naar andere abdijen vertrokken. Richtrudis stierf in 687 of 688. 
Zij kreeg een praalgraf in de Abdij van Marchiennes. Bij haar graf werden wonderen gemeld. Het graf had als inscriptie: virtutis ager, pietatis imago, wat betekent akker van deugd en afbeelding van vroomheid. Richtrudis werd heilig verklaard, net zoals haar man Adalbald en hun 4 kinderen.
- Gemeinsame Normdatei: 131703498
- Virtual International Authority File: 28210430